# Gert Blomé
Gert Arne Blomé (Gävle, 28 agosto 1934 – Göteborg, 27 gennaio 2021) è stato un hockeista su ghiaccio svedese.
Vincitore di un argento olimpico, ottenne anche quattro medaglie ai mondiali, tra cui una d'oro.

## Palmarès

### Olimpiadi invernali
- Argento a Innsbruck 1964.

### Mondiali
- Oro a Colorado Springs-Denver 1962.
- Argento a Stoccolma 1963.
- Argento a Vienna 1967.
- Bronzo a Oslo 1958.
- Bronzo a Tampere 1965.